# Faccio la mia cosa
Faccio la mia cosa è un singolo del rapper italiano Frankie hi-nrg mc, pubblicato nel 1993 come primo estratto dal primo album in studio Verba manent.

## Descrizione
Il brano, con un ritornello ridondante e orecchiabile (realizzato insieme agli Aeroplanitaliani), evidenzia chiaramente il pensiero che Frankie ha della sua musica, anche se nel testo si percepisce una critica contro la corruzione in Italia.
La canzone è rivolta anche ad alcuni personaggi della scena hip hop italiana del periodo che contestavano Frankie hi-nrg mc e altri rapper per il passaggio ad una major discografica, la "casa", appunto, citata nel ritornello.

## Video musicale
Il video, realizzato da Alex Infascelli, rappresenta Frankie in una casa mentre canta la canzone e ne compone il testo, in compagnia di una giovane Asia Argento che lo tormenta in continuazione e di un altro "Frankie", interpretato da Costantino Ladisa, sassofonista degli Adika Pongo.

## Tracce
CD singolo
Testi di F. Di Gesù, musiche di F. Nemola (tracce 1, 2, 3, 5, 6 e 7), F. Di Gesù (traccia 4); edizioni musicali BMG Ariola S.p.A..
1. Faccio la mia cosa (Funky la mia cosa) – 4:25
2. Faccio la mia cosa (Edizione Radiofonica) – 4:17
3. Faccio la mia cosa (Edizione Straordinaria) – 4:57
4. Disconnetti il potere – 2:05
5. Faccio la mia cosa (La faccio con Tatase) – 4:38
6. Faccio la mia cosa (Funky la mia base) – 4:24
7. Faccio la mia cosa (Faccio la mia base) – 4:41

12"
- Lato A

Testi di F. Di Gesù, musiche di F. Nemola (tracce 1, 2, 3 e 5); F. Di Gesù (traccia 4); edizioni musicali Irma Records.
1. Faccio la mia cosa (Funky la mia cosa) – 4:24
2. Faccio la mia cosa (Edizione Straordinaria) – 5:00

- Lato B

1. Faccio la mia cosa (Edizione Radiofonica) – 4:24
2. Disconnetti il potere – 2:05
3. Faccio la mia cosa (Straordinaria Strumentale) – 3:58

## Formazione
- Frankie hi-nrg mc – rapping, percussioni digitali aggiuntive (eccetto traccia 4)
- Picchio G. Bagnoli – basso (eccetto traccia 4)
- Ricky Rinaldi – Mac, campionatore, oscillatori (eccetto traccia 4)
- Roberto Vernetti – Mac, cimbalo, percussioni digitali, oscillatori (eccetto traccia 4)
- Luca Conti – percussioni digitali aggiuntive (eccetto traccia 4)
- D.J. Style – giradischi (eccetto traccia 4)
- Claudia Bertoldi, Cecilia Borrani, Eva Bambagiotti, Frank Nemola, Ricky Rinaldi – cori (eccetto traccia 4)
- Frank Nemola – tromba, trombone, campionatore, percussioni digitali (eccetto traccia 4)
- Alberto Brizzi – ruota di modulazione (traccia 4)